# نيلسون رودريغيز سيرنا
نيلسون رودريغيز سيرنا (بالإسبانية: Nelson Rodríguez)‏ ولد بتاريخ 16 نوفمبر 1965 في كولومبيا، هو دراج كولومبي سابق في صنف سباق الدراجات على الطريق. سبق أن شارك في دورة الألعاب الأولمبية الصيفية.

## سجل النتائج

### سباقات أو مراحل فاز بها
- طواف فرنسا

## وصلات خارجية
- الموقع الرسمي

## روابط خارجية
- نيلسون رودريغيز سيرنا على موقع أرشيف الدراجات (الإنجليزية)
- نيلسون رودريغيز سيرنا على موقع إحصائيات الدراجات الإحترافية (الإنجليزية)
- نيلسون رودريغيز سيرنا على موقع CycleBase (الإنجليزية)
- نيلسون رودريغيز سيرنا على موقع أوليمبيديا (الإنجليزية)